# Huo Liang
Huo Liang (chiń. 火亮; pinyin Huǒ Liàng ur. 29 września 1989) – chiński skoczek do wody. Złoty medalista olimpijski z Pekinu.
Zawody w 2008 były jego jedynymi igrzyskami olimpijskimi. Po medal sięgnął w skokach synchronicznych z dziesięciometrowej wieży, partnerował mu Lin Yue. W tej konkurencji trzy razy z rzędu (w latach 2007, 2009 i 2011) zostawał mistrzem świata. Był złotym medalistą igrzysk azjatyckich w skokach synchronicznych w 2006 i srebrnym medalistą indywidualnie w 2010 roku. Zwyciężał również na uniwersjadzie (2011, 2013, 2015).